# 本·布莱德利
本杰明·克劳宁希尔德·布莱德利（英語：Benjamin Crowninshield Bradlee，1921年8月26日—2014年10月21日）美国著名報人，1968年至1991年间出任《华盛顿邮报》执行编辑。他先前主导了该报对水门窃听丑闻的报道。那一丑闻导致尼克松总统倒台。
他在1970年代早期名声鹊起，先是带领《华盛顿邮报》跟《纽约时报》一道与美国政府打官司，导致美国最高法院最终作出裁决，准许这两家报纸继续出版五角大楼文件。那份文件是有关美国介入越南过程的政府内部秘密报告。他后来又主持了《华盛顿邮报》对水门饭店破门而入案的调查。他与两位年轻记者鲍勃·伍德沃德和卡尔·伯恩斯坦的合作，最终导致尼克松总统下台，并使《华盛顿邮报》成为世界著名报纸之一。
退休之后，布莱德利在1995年写了一本回忆录，题目是《A Good Life: Newspapering and Other Adventures》（中译本：最危险的总编辑）。2013年，奥巴马总统授予他总统自由勋章。